# Kapela Srca Isusova u sklopu dvorca Brezovica
Kapela Srca Isusova katolička je kapela sagrađena u zagrebačkom naselju Brezovica. Nalazi se unutar perivoja dvorca Brezovica. Na mjestu današnje kapele koja je građena od 1749. do 1775. godine, postojala je starija drvena kapela. Kapela je zaštićeno kulturno dobro Republike Hrvatske.

## Povijest i arhitektura
Kapela u parku dvorca prvi se put spominje u zapisima kanonske vizitacije iz 1709. godine. Početkom 18. stoljeća još nije bila posvećena, a kao njezin se zaštitnik spominje sveti Ivan Nepomuk. U zapisima stoji da se u kapeli nalazio oltar i sve što je bilo potrebno za služenje mise. Kapelu je dao sagraditi vlasnik dvorca grof Ivan V. Drašković koji je u tom razdoblju bio i pokrovitelj župe. Kapela je bila posvećena 1713. godine i tada je za njenog zaštitnika imenovan sveti Donat.
U zapisima kanonske vizitacije iz 1746. godine spominje se da je počela priprema materijala za zidanje nove kapele koja će zamijeniti stari drveni objekt. U izvještaju vizitatora iz 1749. godine stoji da je podignuta nova zidana kapela, pokrivena dašćicama, s podom popločenim kamenom. Zabilježeno je da je bila nadsvođena, da je imala četiri prozora, te da je izvana bila obijeljena. U unutrašnjosti su se nalazila tri oltara: glavni je bio posvećen svetome Donatu, a druga dva svetoj Notburgi i svetoj Ani.
U razdoblju između 1762. i 1768. godine kapela je dobila drveni toranj. Iako u zapisu iz 1852. godine stoji da je novi zaštitnik kapele sveta Ana, kasnije se ponovno mijenja titular te se ta uloga povjerava Presvetom Srcu Isusovu.
Pretpostavlja se da su freske koje se nalaze u kapeli nastale 1776. godine, odnosno u istome razdoblju kada i freske u novosagrađenoj crkvi uznesenja Blažene Djevice Marije u Brezovici te one koje se nalaze u glavnoj dvorani dvorca.
O kapeli je pisala i konzervatorica Anđela Horvat koja ju je posjetila više puta tijekom 20. stoljeća. U bilješkama iz svibnja 1974. godine, Anđela Horvat je skicirala tlocrt kapele Presvetoga Srca Isusova te zabilježila da je glavni oltar u unutrašnjosti kapele prazan i ogoljen. Tijekom posjete Brezovici 1983. godine Anđela Horvat zatekla je dvorac i kapelu u jako lošemu stanju. Zabilježila je da su freske u kapeli u derutnom stanju, a da je kapela oštećena i zatrpana smećem.

## Trenutno stanje
Kapela je jednobrodna, a pravokutni je brod zaključen nešto užim polukružnim svetištem koje je rastvoreno središnje postavljenim kružnim otvorom. Svetište je nadsvođeno kalotom. Pročelje kapele je jednostavno, a zaključeno je trokutasto i prati liniju krova. Iznad dvokrilnih vrata polukružno je polje lunete u kojemu se nalazi reljef janjeta okruženoga anđelima. Na vijencu se nalazi grb nadbiskupa Antuna Bauera s natpisom „Fides vincit“. Iznad pročelja se uzdiže mali drveni zvonik, a krov je pokriven crijepom.
Kapela trenutno nije u funkciji. Njena je unutrašnjost zapuštena i opustošena mnogobrojnim devastacijama. Od crkvenoga je namještaja sačuvana samo kamena oltarna menza, a zidni je oslik neočišćen i prekriven slojem soli.

## Galerija
- Prednje pročelje
- Grb nadbiskupa Bauera i reljef janjeta s anđelima
- Bočno pročelje
- Unutrašnjost kapele
- Unutrašnjost kapele
- Unutrašnjost kapele
- Unutrašnjost kapele
- Unutrašnjost kapele - oltarna menza